# Johannes Kepler ATV
O Johannes Kepler ou Veiculo de Transferência Automatizado 002 (ATV-002)  é um veiculo espacial não-tripulado de logística batizado em homenagem ao astrônomo alemão Johannes Kepler. Foi inicialmente programado lançamento da nave espacial 1º  de Julho de 2010,mas ,finalmente , foi no dia 17 de Fevereiro de 2011 em uma missão para abastecer a Estação Espacial Internacional (ISS) com combustível, água, ar e outros carregamentos. E o segundo ATV, o  primeiro foi o Júlio Verne nave espacial.
O Johannes Kepler foi lançado ao espaço por um Ariane 5, a partir do Centro Espacial de Kourou na Guiana Francesa. O lançamento foi feito pela Arianespace em nome da Agência Espacial Europeia. Ele reentrou na atmosfera da Terra em junho de 2011.